# Sainte-Marie-Chevigny
Sainte-Marie-Chevigny is een plaats en deelgemeente van de Belgische gemeente Libramont-Chevigny (provincie Luxemburg). Tot 1 januari 1977 was het een zelfstandige gemeente. Sainte-Marie-Chevigny ligt aan de Ourthe Occidentale, de westelijke tak van de bovenloop van de Ourthe. In de deelgemeente liggen ook de gehuchten Bernimont, Laneuville, Ourt, Renaumont en Wideumont. 

## Demografische ontwikkeling
- Bronnen:NIS, Opm:1831 tot en met 1970=volkstellingen, 1976= inwoneraantal op 31 december

Deelgemeenten: Bras · Freux · Libramont · Moircy · Recogne · Remagne · Sainte-Marie-Chevigny · Saint-Pierre

Overige dorpen en gehuchten: Bernimont · Bonnerue · Bougnimont · Chenet · Flohimont · Jenneville · Lamouline · Laneuville · Neuvillers · Nimbermont · Ourt · Presseux · Renaumont · Rondu · Sberchamps · Séviscourt · Wideumont

Belgische gemeenten · Arrondissement Neufchâteau · Luxemburg · Wallonië